# Torre della televisione di Baku
La Torre della televisione di Baku (in azero Azəri Televiziya Qülləsi) è una torre di trasmissione a Baku, capitale dell'Azerbaigian costruita nel 1996. Con un'altezza di 310 metri, è la torre più alta del paese e la 37° torre televisiva al mondo per altezza.

## Storia
La costruzione fu realizzata in base alla decisione del Consiglio dei ministri dell'Unione Sovietica e all'ordine del Ministero delle Comunicazione dell'Istituto di Stato dell'Azerbaigian presso il Ministero delle Comunicazioni dell'URSS.
La costruzione del progetto cominciò nel 1979 e la torre sarebbe dovuta essere completata nel 1985 ma i lavori procedettero a rilento. Nel 1993, con la salita al potere di Heydər Əliyev, i lavori di costruzione ripresero e la struttura venne completata e inaugurata nel 1996.
Dal 2004 la torre viene illuminata di notte e, a seconda degli eventi, ha uno schema di illuminazione dedicato. Nel 2008 è stato aperto un ristorante rotante al 62º piano dell'edificio ad un'altezza di 175 m.